# Hydropotes inermis inermis
El ciervo de agua chino (Hydropotes inermis inermis) es un cérvido propio de la parte baja de la cuenca del Yangtsé este-central de China y en Corea. La subespecie también se introdujo y se convirtió en salvaje en Inglaterra y Francia.

## Hábitat
El ciervo de agua chino habita entre los juncos altos, es de  costumbre  de apresurarse a lo largo de los ríos, se le puede encontrar en la hierba alta, en las montañas y campos cultivados. También habita en las regiones pantanosas y pastizales abiertos. Son expertos en esconderse, y cualquier cobertura parece suficiente para darles refugio. Aunque no perjudiciales para el agua y pantanos, que prefieren las tierras secas. Cuando los campos cultivados que ocupan se cortan, pueden ser encontrados en los surcos y huecos de campos abiertos.

## Hábitos alimentarios
La dieta del ciervo de agua chino incluye caña, gruesas hierbas, hortalizas y remolacha. El ciervo de agua chino tiene un cuarto de cámaras del estómago, pero el rumen pilares están poco desarrollados. Debido a ello, el venado no puede digerir los carbohidratos a partir de material vegetal de manera muy eficiente. Por lo tanto, el ciervo debe seleccionar alimentos bajos en fibra, pero un alto contenido de carbohidratos solubles, proteínas y grasas. Son muy selectivos alimentadores, tomando hierbas o pastos no leñosos, jóvenes y hierbas dulces, en lugar de la más tosca y más fibrosa vegetación de pastos maduros.

## Reproducción
El apareamiento de los ciervos de agua es estacional. En China se produce el apareamiento de noviembre a enero, y la mayoría de las crías nacen a finales de mayo y en junio. En los zoológicos europeos, el apareamiento ocurre generalmente en mayo. La estimación del período de gestación es de unos 170 a 210 días. Las hembras dan a luz a un máximo de ocho crías en un parto, más de los que son paridos por cualquier otro tipo de venado. En un estudio de los parques zoológicos, sin embargo, se constató que había por lo general solo dos crías por parto o tres en ocasiones. Después de la gestación, la hembra da a luz, a menudo dejando a su rango normal y convertirse en solitario. El ternero permanece oculto durante las primeras semanas, solo salen cuando la madre los visita para mamar. Al igual que muchos venados, los animales jóvenes tienen una capa de pelaje mimético con manchas claras en líneas paralelas longitudinales. Este patrón desaparece con la edad. La lactancia dura varios meses y, por tanto, la hembra está ocupada con el cervato u otro aspecto de la reproducción la mayor parte del año. En contraste, el macho no contribuye a la crianza de la camada. Durante un par de semanas antes de la temporada de apareamiento los machos compiten para el acceso y receptividad de las hembras. 
El macho llega a la madurez sexual en 5-6 meses, y la hembra en 7-8 meses. La vida de los ciervos de agua chino es de unos 10-12 años.

## Descripción física
Los ciervos de agua chinos son relativamente pequeños en tamaño, que van en la longitud de 775-1000 mm. Tienen una cola corta, 60-75 mm de longitud. El pelo es generalmente grueso y duro. Es más largo en los flancos y cadera, con una longitud máxima de 40 mm en el abrigo de invierno. La parte superior de la cara es grisáceo y marrón rojizo, el mentón y la garganta superior son blanquecinas, y la parte de atrás y los lados por lo general son de un uniforme color marrón amarillento, con rayas finas de color negro. Las partes inferiores son de color blanco. Ambos sexos carecen de astas, pero los dientes caninos superiores, especialmente en los machos, se ampliaron, llegando a ser bastante largos y ligeramente curvados. Estos caninos de sable superiores son la característica más sobresaliente de esta especie de ciervos. Llegan a medir hasta unos 52 mm de la mandíbula superior y constituyen en punto, armas peligrosas. Los caninos de las hembras son mucho más pequeños, apenas 5 mm en la cara interna. Un punto negro en los lados del labio superior detrás de los caninos superiores hace que los mismos sean más conspícuos. Una pequeña glándula aromática está presente en la cara delante de los ojos en ambos sexos, lo que es el único caso conocido de tales glándulas en la Cervidae.